# Antipsihotic atipic
Antipsihoticele atipice sunt o clasă de medicamente antipsihotice care au fost introduse pe piață în jurul anilor 1970 pentru a fi utilizate în tratamentul psihozelor (în special al schizofreniei), tulburării bipolare, autismului și ca tratament adjuvant în depresia majoră.
Spre deosebire de antipsihoticele tipice (generația mai veche de antipsihotice), cele atipice prezintă un risc mai scăzut de a induce reacții adverse extrapiramidale, precum sunt: parkinsonismul (rigiditatea musculară), akatizia, diskinezia tardivă, etc. În ciuda acestor avantaje, puține antipsihotice atipice prezintă un efect superior în comparație cu cele tipice cu potență scăzută.

## Exemple

### Benzizoxazoli sau benzizotiazoli
- Iloperidonă
- Lurasidonă
- Paliperidonă
- Risperidonă
- Ziprasidonă

### Fenilpiperazine
- Aripiprazol
- Brexpiprazol
- Cariprazină

### Triciclice
- Asenapină
- Clotiapină
- Clozapină
- Olanzapină
- Quetiapină
- Zotepină

### Benzamide
- Amisulpridă
- Levosulpiridă
- Sulpiridă
- Sultopridă
- Tiapridă

### Alte clase
- Pimavanserină
- Sertindol